# Kymijärvi
Kymijärvi är en sjö i Finland. Den ligger i kommunerna Nastola och Lahtis i landskapet Päijänne-Tavastland, i den södra delen av landet, 100 km nordost om huvudstaden Helsingfors. Kymijärvi ligger 92,2 meter över havet. Den är 10,06 meter djup. Arean är 6,47 kvadratkilometer och strandlinjen är 24,73 kilometer lång. Sjön  ingår i Kymmene älvs huvudavrinningsområde.   I omgivningarna runt Kymijärvi växer i huvudsak blandskog.
I övrigt finns följande i Kymijärvi:
- Lammassaari (en ö)
- Luoto (en ö)
- Kaunissaari (en ö)
- Talassaari (en ö)
- Kärkjärvensaari (en ö)

I övrigt finns följande vid Kymijärvi:
- Kärkjärvi (en sjö)